# Ägidienkirche (Kaulsdorf)

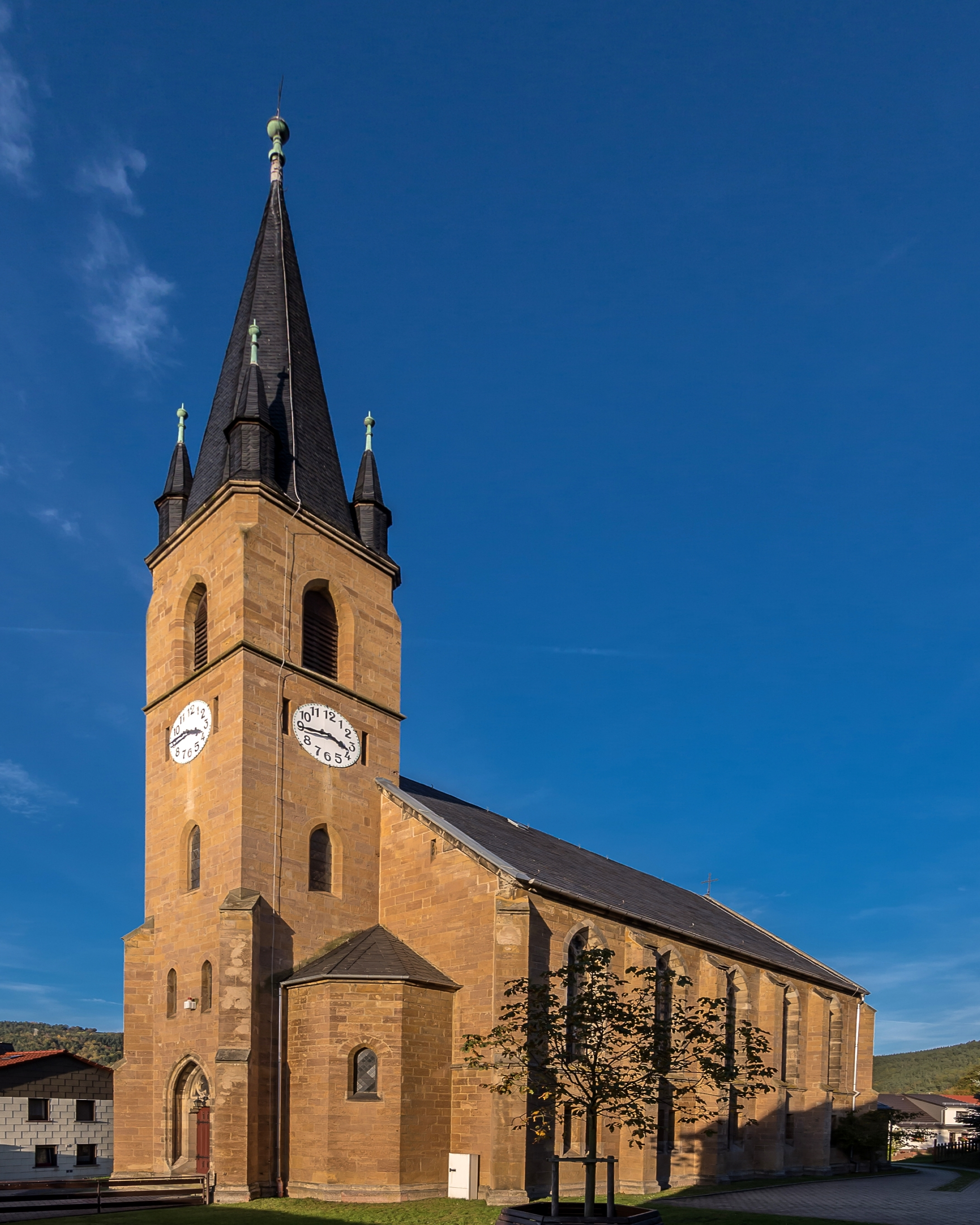
Kaulsdorf, Ägidienkirche

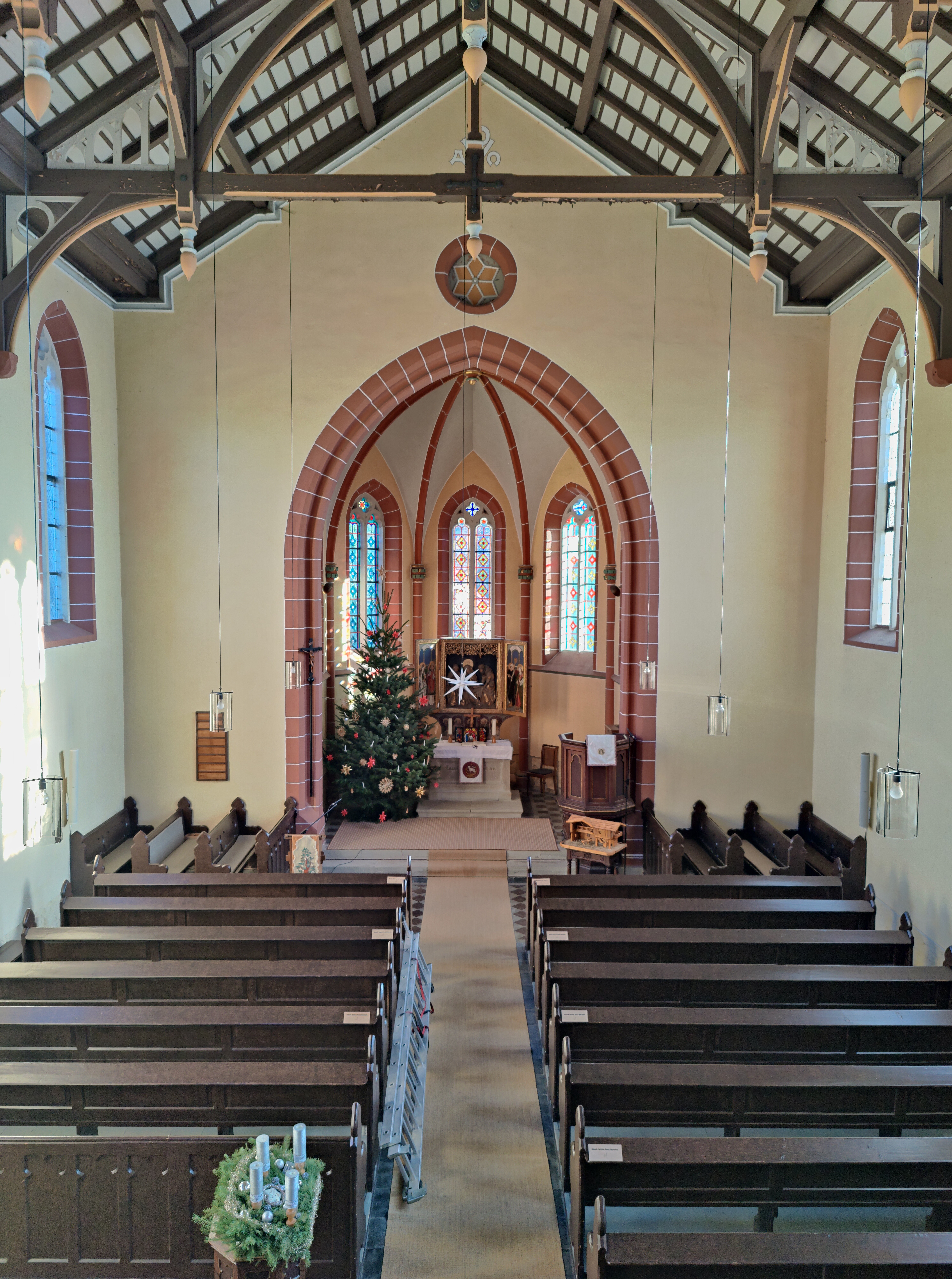
Innenraum, Blick zum Altar (2021)

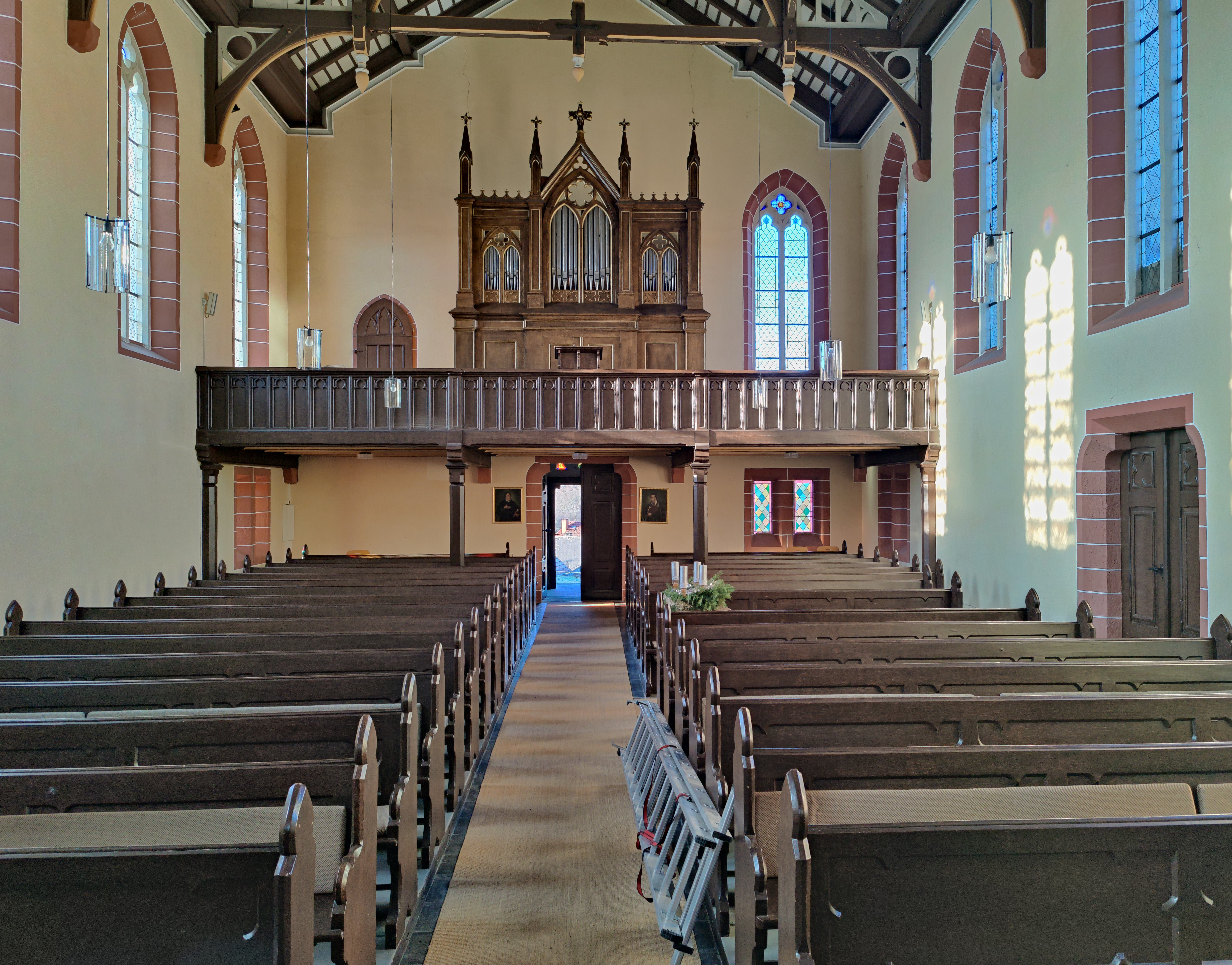
Blick zur Orgel

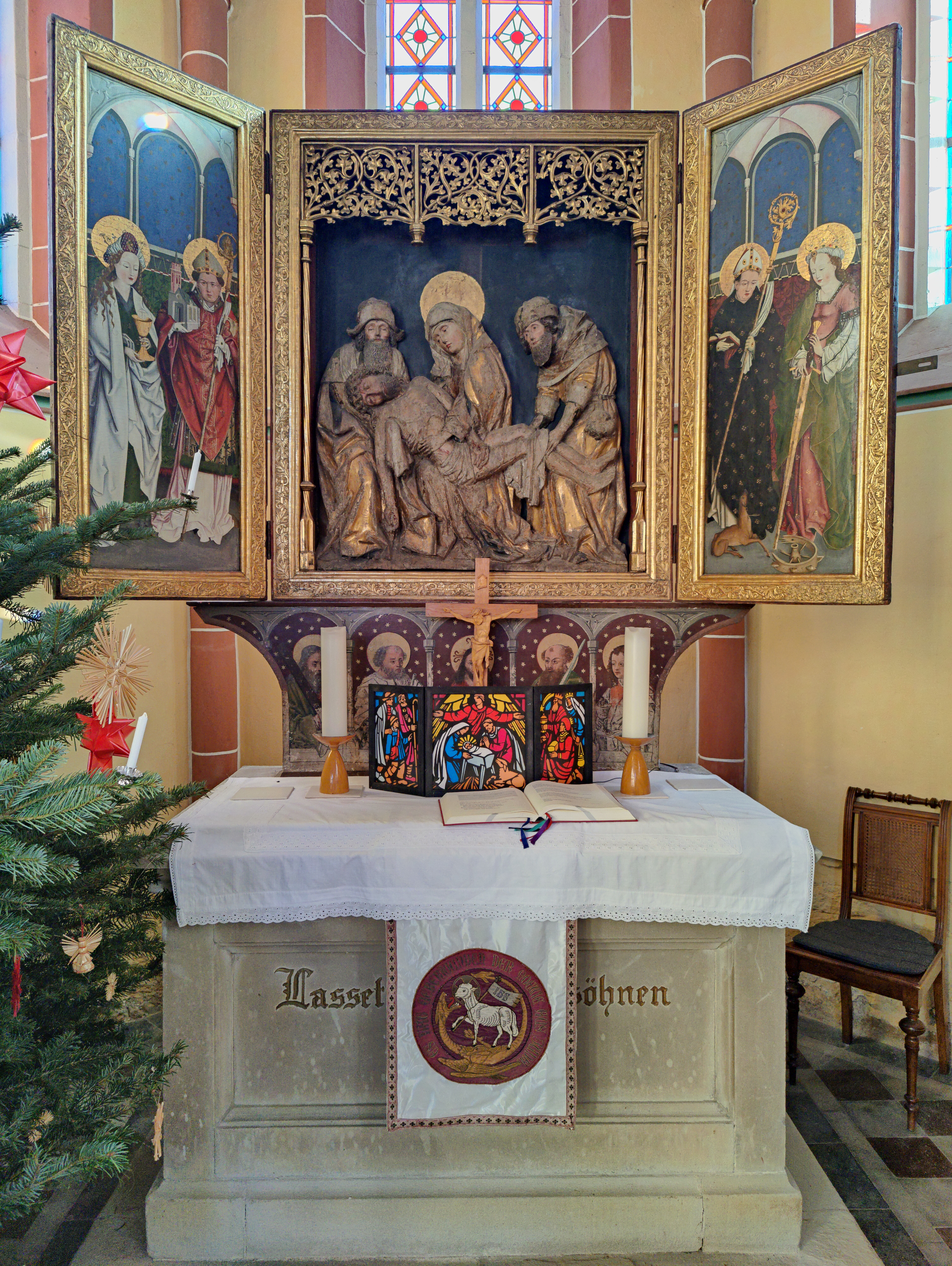
Flügelaltar

Die evangelisch-lutherische denkmalgeschützte Ägidienkirche steht in der Fuhrgasse von Kaulsdorf, einer Gemeinde im thüringischen Landkreis Saalfeld-Rudolstadt. Der heilige Ägidius ist der Schutzheilige der Kirche.
Die Ägidienkirche gehört zur Kirchengemeinde Kaulsdorf-Hohenwarte der Pfarrei Kaulsdorf-Hohenwarte im Kirchenkreis Rudolstadt-Saalfeld der Evangelischen Kirche in Mitteldeutschland.

## Beschreibung
Im 12. Jahrhundert wurde eine Kapelle von der Benediktinerabtei Saalfeld auf dem Aegidienhügel errichtet, die später zur Wehrkirche umgebaut und erweitert wurde. 1873 musste die Kirche wegen Baufälligkeit abgerissen werden. Die neugotische, werksteinsichtige, mit einem Satteldach bedeckte Saalkirche wurde anstelle der abgebrochenen Vorgängerkirche gebaut. Sie wurde am 1. September 1875 geweiht.
Das rechteckige Kirchenschiff hat einen eingezogenen Chor mit 5/8-Schluss und im Westen den Kirchturm, der ein schiefergedecktes spitzes Zeltdach trägt, das von vier kleinen Spitztürmchen flankiert wird. Im Turm befinden sich drei Glocken, die große Glocke aus der früheren Kirche von 1757, gegossen von Chr. Salomo Graulich, die mittlere Glocke von 1892, gegossen von den Gebrüdern Ulrich und die kleine Glocke von 2007, gegossen von der Glockengießerei Bachert.
Der Innenraum hat einen offenen, dekorativ gestalteten Dachstuhl, der Chor wird von einem Kreuzrippengewölbe überspannt. Der zuletzt 1984 konservierte Flügelaltar, der aus der alten Kirche stammt, ist um 1500 entstanden, er wird dem Meister des Meckfelder Altars zugeschrieben. Der Schrein hat ein Relief, das die Grablegung zeigt. In den Flügeln sind links die heilige Barbara und der heilige Wolfgang, rechts der heilige Ägidius und die heilige Katharina gemalt. In geschlossenem Zustand sind die Verkündigung und eine Anbetungsszene dargestellt. Die Predella hat gemalte Köpfe der Apostel.
Neben dem Altar sind aus der früheren Kirche ein Taufengel aus dem 17. Jahrhundert und verschiedene sakrale Geräte erhalten. Die Kirchenausstattung ist neugotisch.
Die Orgel mit 13 Registern, verteilt auf zwei Manuale und Pedal, wurde im Jahr 1876 von Adam Eifert gebaut.
1991/1992 wurde die Kirche und 2017 die Orgel renoviert.